# In-game advertising
L'in-game advertising (noto con la sigla IGA), traducibile dall'inglese come "pubblicità nel gioco", è una forma di comunicazione commerciale molto vicina all'idea del pubblicità indiretta, che consiste nell'inserimento di prodotti o marche all'interno dei videogiochi. IGA si differenzia dall'advergame, che al contrario si riferisce a videogiochi prodotti appositamente per conto delle aziende per fini di marketing. 
Il primo esempio noto di IGA risale ad Adventureland del 1978, che pubblicizzava il successivo gioco dello stesso produttore, Pirate Adventure. Il primo esempio noto di inserzioni pubblicitarie a pagamento fu Micro Olympics del 1984, che pubblicizzava altre software house indipendenti sui cartelloni dello stadio olimpico.
Inizialmente questi annunci apparivano statici, come ad esempio i cartelloni pubblicitari a bordo campo nelle schermate di gioco della serie di videogiochi calcistici FIFA a partire dal 1994. In seguito, e con l'avvento del Web, i videogiochi connessi a internet iniziarono a ospitare annunci dinamici, che variano ad esempio a seconda della località geografica da cui si collega l'utente, o del suo fuso orario. Questa tecnica ha avuto ulteriore spinta con i videogiochi completamente online quali i MMORPG e la diffusione di console casalinghe i cui titoli sfruttano sistemi multigiocatore.
Nel 2006 il fenomeno raggiunse significativo interesse con l'acquisto dell'agenzia pubblicitaria specializzata Massive Incorporated da parte di Microsoft, che pianificava un sistema di annunci integrato tra le piattaforme Xbox, il portale MSN e i servizi Windows Live. Aveva poi destato ulteriore interesse mediatico l'uso dell'in-game advertising da parte di Barack Obama all'interno della sua campagna per le presidenziali 2008.